# Setaphora murotoensis
Setaphora murotoensis är en kräftdjursart som beskrevs av Nunomura 1986. Setaphora murotoensis ingår i släktet Setaphora och familjen Philosciidae. Inga underarter finns listade i Catalogue of Life.